# Вагенштайн, Анжел
А́нжел Ра́ймонд Ва́генштайн (болг. Анжел Раймонд Вагенщайн; 17 октября 1922, Пловдив, Болгария — 29 июня 2023) — болгарский кинорежиссёр, сценарист, писатель и общественный деятель. Брат кинооператора Эмила Вагенштайна. Заслуженный деятель культуры Народной Республики Болгария (1978).

## Биография
Родился в сефардской семье, его первым языком был ладино. Участвовал в партизанском движении во время Второй мировой войны, был приговорён к смертной казни. В 1950 году окончил ВГИК (мастерская Лео Арнштама). Писал сценарии художественных, документальных и анимационных фильмов. Член БКП с 1941 года.
В 1990 году был избран депутатом VІІ Великого народного собрания Болгарии от БСП.
У него двое детей: кинооператор Пламен Вагенштайн (1945—1996) и книгоиздатель Раймонд Вагенштайн (род. 	1951).

## Книги
Автор трилогии:
- Пятикнижие Исаака Якоба Блюменфельда
- Прощай, Шанхай!
- Аврам Алкаш, или Далеко от Толедо

### На русском языке
- Пятикнижие Исааково, или Житие Исаака Якоба Блюменфельда, прошедшего две мировые войны, три концлагеря и пять родин. Пер. с болгарского Я. Голякова. — СПб.: Алетейя, 2002. — 320 с[5].
- Двадцатый век. Изгнанники («Пятикнижие Исааково», «Вдали от Толедо (Жизнь Аврама Гуляки)», «Прощай, Шанхай!»). Перевод Валентины Ярмилко под редакцией Сергея Бару. София: ИК «Колибри», 2011; М.: Центр книги Рудомино, 2013. — 784 с.

## Избранная фильмография

### Сценарист
- 1951 — Тревога / Тревога (по пьесе Орлина Василева)
- 1952 — Наша земля / Наша земя (с Веселином Ханчевым и Хаимом Оливером)
- 1954 — Герои Сентября / Септемврийци
- 1956 — Две победы / Две победи (с Xристо Ганевым и Веселином Ханчевым)
- 1958 — Закон моря / Законът на морето (с Хаимом Оливером)
- 1958 — Ребро Адама / Ребро Адамово
- 1958 — Звёзды / Sterne (Болгария—ГДР)
- 1960 — Снежный человек / Снежният човек (к/м)
- 1962 — Двое под небом / Двама под небето
- 1964 — Цепь / Веригата
- 1965 — Хроника одного убийства / Chronik eines Mordes (ГДР, по пьесе «Руфь» Леонгарда Франка)
- 1966 — Маленький принц / Der kleine Prinz (ГДР, ТВ, по Сент-Экзюпери)
- 1968 — Секреты / Heimlichkeiten (ГДР)
- 1969 — Эзоп / Езоп
- 1971 — Гойя, или Тяжкий путь познания / Goya – oder der arge Weg der Erkenntnis (СССР—ГДР, по одноимённому роману Лиона Фейхтвангера)
- 1972 — Эоломея / Эоломея
- 1974 — Жизнь и смерть  / На живот и смърт (ТВ, по роману Димитра Ангелова)
- 1976 — Дополнение к закону о защите государства / Допълнение към закона за защита на държавата (в советском прокате «Взрыв в Софийском соборе»)
- 1976 — Звёзды в волосах, слёзы в глазах / Звезди в косите, сълзи в очите
- 1980 —  / Концерт за флейта и момиче
- 1984 — Борис I / Борис I
- 1985 — Берега в тумане / Мъгливи брегове (Болгария—СССР, с Будимиром Метальниковым)
- 1985 — Бордель / Μπορντέλο
- 1997 — Шанхай 1937 / Shanghai 1937 (ТВ, по роману Викки Баум)
- 1998 — После конца света / След края на света

## Награды
- 1953 — Димитровская премия («Наша земля»)
- 1959 — специальный приз жюри 12-го Каннского кинофестиваля («Звёзды»)
- 1971 — Национальная премия ГДР («Гойя, или Тяжкий путь познания»)
- 1978 — Заслуженный деятель культуры Народной Республики Болгария
- 2003 — Орден «Стара Планина» I степени
- ? — Кавалер ордена «За заслуги» (Франция)
- ? — Кавалер ордена Искусств и литературы (Франция)
- 2013 — Медаль Пушкина (Россия, 19 января 2013 года) — за большой вклад в укрепление и развитие дружбы и сотрудничества с Российской Федерацией[6]